# Atlanta United FC
Atlanta United Football Club is een Amerikaanse voetbalclub uit Atlanta, Georgia, spelend in de Major League Soccer Eastern Conference. De thuiswedstrijden worden afgewerkt in het Mercedes-Benz Stadium.

## Geschiedenis

### Debuutseizoen
Op 16 april 2014 maakte Atlanta Falcons-eigenaar Arthur Blank, die aan het hoofd stond van het MLS-bid, bekend dat het team werd toegelaten tot de competitie en zou gaan deelnemen vanaf het seizoen 2017. Voormalig Barcelona-hoofdtrainer Gerardo Martino werd in 2016 aangesteld als de eerste hoofdtrainer van de club.
Atlanta United maakte haar debuut in de MLS op 5 maart 2017 in het Bobby Dodd Stadium voor 55.297 toeschouwers. De wedstrijd tegen de New York Red Bulls werd met 2-1 verloren. Een week later wist het team wel haar eerste overwinning te pakken. Tegen het andere uitbreidingsteam van dat seizoen, Minnesota United, stapte de ploeg van Martino met een 6-1 overwinning van het veld. De club wist zich in haar debuutseizoen direct te plaatsen voor de Eastern Conference-playoffs door als derde te eindigen. Columbus Crew won die wedstrijd na strafschoppen voor een destijds recordaantal toeschouwers, 67.221.

### Prijzenpakker

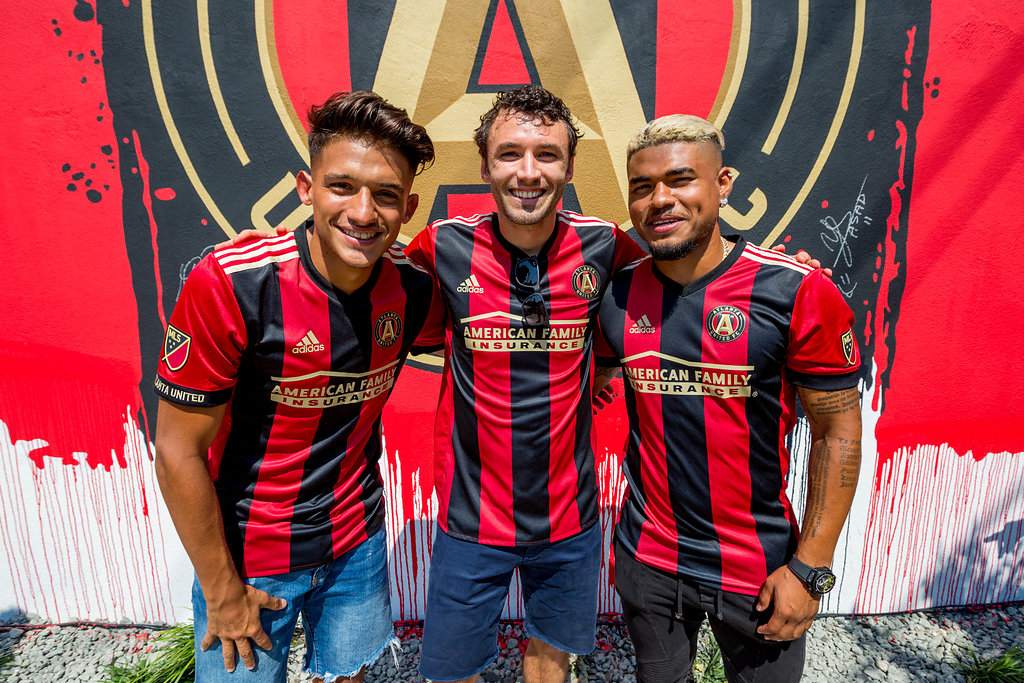
Yamil Asad, Michael Parkhurst en Josef Martínez

Het tweede seizoen sinds haar deelname aan de MLS eindigde het team tweede in zowel de Eastern Conference als de MLS Supporters' Shield. Hierdoor bereikten ze opnieuw de playoffs. Ze versloegen New York City en New York Red Bulls, waardoor ze voor het eerst hun opwachting mochten maken in de MLS Cup-finale. Tegenstander Portland Timbers werd verslagen en daarmee bracht Atlanta United de eerste grote sportprijs naar Atlanta sinds de MLB World Series-titel van de Atlanta Braves in 1995. Aanvaller Josef Martínez werd verkozen tot beste speler van de competitie, terwijl scheidend hoofdtrainer Martino de titel trainer van het jaar kreeg toebedeeld. Andere beeldbepalende spelers dat seizoen waren Miguel Almirón, Julian Gressel en Brad Guzan. Het tijdschrift Forbes wees Atlanta United aan als het meest waardevolle team in de MLS in 2018, met een waarde van 330 miljoen dollar.
Martino werd opgevolgd door Frank de Boer. Onder leiding van De Boer nam debuteerde Atlanta United in de strijd om de Campeones Cup. Door Club América met 3-2 te verslaan werd Atlanta United de eerste Amerikaanse voetbalclub die deze prijs wist te winnen. In de competitie werden wederom de playoffs bereikt. Na New England Revolution en Philadelphia Union te hebben verslagen werd het team in de Eastern Conference-finale uitgeschakeld door Toronto. Wel wist de club dat seizoen de US Open Cup te winnen.

### Tegenvallende resultaten
Het seizoen 2020 ging veel belovend van start voor The Five Stripes, maar in het MLS is Back Tournament, dat werd gespeeld vanwege de competitie onderbreking door de coronapandemie, gingen alle wedstrijden verloren. Hierna werd besloten niet verder te gaan met De Boer als hoofdtrainer van de club. Aan het einde van dat jaar werd zijn definitieve opvolger aangesteld, oud-Argentijns international Gabriel Heinze tekende een tweejarig contract.
Met Heinze aan het roer wist Atlanta United door te stoten tot de kwartfinale van de CONCACAF Champions League. Competitiegenoot Philadelphia Union bleek hierin te sterk te zijn. Op 18 juli 2021 werd Heinze ontslagen nadat er acht wedstrijden op rij niet werd gewonnen, ondanks de terugkeer van de langdurig geblesseerde Martínez en de toevoeging van de ervaren Lisandro López. Assistent-trainer Rob Valentino nam tijdelijk de honneurs waar. Uiteindelijk werd Gonzalo Pineda aangesteld als hoofdtrainer, waarna Valentino zijn werkzaamheden als assistent voort zette. Pineda wist de ploeg naar de playoffs te leiden. Hierin werd het echter direct uitgeschakeld door New York City.
Het seizoen 2022 werd er een om snel te vergeten. De ploeg wist slechts tien van de 34 wedstrijden dat reguliere seizoen te winnen, hun laagste tot dan toe. Hierdoor eindigde het op de elfde plaats in de Eastern Conference, waardoor ze opnieuw de MLS Cup-playoffs moesten missen.
In aanloop naar het seizoen 2023 werd de selectie vernieuwd. Er werd afscheid genomen van twaalf spelers, waaronder Martínez. Hier kwamen negen spelers voor terug, onder andere Celtic-aanvaller Giorgos Giakoumakis. Het werd opnieuw een wisselvallig seizoen voor de ploeg uit Atlanta, maar door als zesde te eindigen in de Eastern Conference bereikte het wel weer eens de playoffs. In de eerste ronde was Columbus Crew te sterk voor de ploeg van Pineda.

## Erelijst
- MLS Cup

Winnaar:  2018 (1x)
- US Open Cup

Winnaar: 2019 (1x)
- Campeones Cup

Winnaar:  2019 (1x)

## Clubcultuur

### Naam
Op 25 juni 2015 meldde Sports Illustrated dat het team gaat spelen onder de naam Atlanta United FC. De officiële aankondiging van de naam van het team vond plaats op 7 juli.

### Symbolen
De naam, logo en clubkleuren werden onthuld op 7 juli 2015. Het logo is voorzien van een cirkel die verwijst naar het zegel van de stad en haar Olympische oorsprong. In het midden van de cirkel staat een vetgedrukte "A". Achter de "A" staan vijf zwarte en rode strepen die de vijf pijlers van de club voorstellen: eenheid, vastberadenheid, gemeenschap, uitmuntendheid en innovatie. De officiële kleuren van het team zijn rood (voor trots en passie), goud (voor een streven naar perfectie) en zwart (een symbool van kracht en macht).

### Rugnummer 17
Het rugnummer 17 wordt niet uitgereikt aan spelers van de club als eerbetoon aan de supporters van de club die er sinds het eerste MLS-seizoen bij zijn.

### Tenue

#### Sponsoren
| Periode   | Kledingsponsor | Shirtsponsor borst        | Shirtsponsor mouw                  |
| --------- | -------------- | ------------------------- | ---------------------------------- |
| 2016–2020 | Adidas         | American Family Insurance | –                                  |
| 2020      | Adidas         | American Family Insurance | Piedmont Hospital Truist Financial |
| 2021      | Adidas         | American Family Insurance | AT&T                               |
| 2022–0000 | Adidas         | American Family Insurance | Piedmont Hospital                  |

## Stadion
Het thuisstadion van de club is het Mercedes-Benz Stadium, een locatie met 72.000 zitplaatsen en een schuifdak dat wordt gedeeld met Atlanta Falcons. Atlanta United beperkt voor de meeste wedstrijden de capaciteit van het stadion tot 42.500, maar bij bepaalde evenementen wordt het volledige stadion beschikbaar gesteld. De club had in 2018 het hoogste gemiddelde toeschouwersaantal van alle elftallen uit de MLS (53.002).

## Overige elftallen

### Atlanta United 2
Op 14 november 2017 kondigde Atlanta United aan dat ze een reserveteam zouden lanceren om te concurreren in de United Soccer League, de tweede divisie van het Amerikaanse voetbal. Clubvoorzitter Darren Eales zei dat het nieuwe team werd geïntroduceerd om "de kloof te overbruggen tussen de jeugdopleiding en het eerste elftal." Het team, Atlanta United 2 genaamd, begon in het seizoen 2018 in de Eastern Conference van de United Soccer League.

## Bekende (oud-)Five Stripes

### Spelers
- Thiago Almada
- Miguel Almirón
- Luiz Araújo
- Giorgos Giakoumakis
- Julian Gressel
- Brad Guzan
- Kenwyne Jones
- Lisandro López
- Josef Martínez
- Aleksej Mirantsjoek
- Michael Parkhurst
- Brek Shea

### Trainers
- Frank de Boer
- Ronny Deila
- Gabriel Heinze
- Gerardo Martino

## Kroniek
1 Guzan ·
2 Escobar ·
3 Parkhurst  ·
4 Pogba ·
5 González Pírez ·
6 Nagbe ·
7 J. Martínez ·
8 Barco ·
9 Williams ·
10 G. Martínez ·
11 Remedi ·
12 Robinson ·
13 Moore ·
15 Villalba ·
18 Larentowicz ·
19 Vazquez ·
20 Shea ·
21 Bello ·
22 Ambrose ·
23 Kunga ·
24 Gressel ·
25 Kann ·
26 Gallagher ·
27 Goslin ·
28 Pereira ·
30 Carleton ·
32 Kratz ·
33 Wild ·
Coach: De Boer
· Assistent-coach: Trustfull